# Hrvatska revija
Hrvatska revija (kroatisch für Kroatische Rundschau), kurz HR, ist eine mit Unterbrechung seit 1928 in kroatischer Sprache erscheinende Literaturzeitschrift. Sie wird vom kroatischen Kulturverband Matica hrvatska herausgegeben und erscheint vier Mal im Jahr.

## Geschichte

### Gründung und Zwischenkriegszeit in Jugoslawien
Die Zeitschrift wurde 1928 von Filip Lukas (1871–1958) von der Matica hrvatska initiiert. In der Zwischenkriegszeit brachte die Zeitschrift eine breite Palette von Texten von Schriftstellern und Künstlern unterschiedlicher politischer und ästhetischer Überzeugungen zusammen.
So wurden Artikel der Schriftsteller Vladimir Nazor, August Cesarec, Miroslav Krleža, Milan Begović, Ivan Goran Kovačić, Milan Šufflay, Mile Budak, Gustav Krklec, Tin Ujević, Dragutin Tadijanović veröffentlicht. Das redaktionelle Konzept zeichnete sich durch die Vielfalt der Genres aus. So erschienen Romane, Novellen, Dramen, Gedichte, Essays und Kritik. Daneben wurden repräsentative Illustrationen, unter anderem von Vladimir Kirin, mit Reproduktionen von Josip Račić, Miroslav Kraljević, Vladimir Becić und vielen weiteren abgedruckt. Nach dem Zweiten Weltkrieg und der Machtübernahme der jugoslawischen Kommunisten unter Josip Broz Tito wurde die HR im Mai 1945 aufgelöst.

### Emigration
Im Jahr 1951 wurde die HR von den kroatischen Intellektuellen Vinko Nikolić (1912–1997) und Antun Bonifačić (1901–1986) in Buenos Aires wieder herausgegeben. Von 1951 bis 1966 wurde die Zeitschrift in Buenos Aires, von 1966 bis 1967 in Paris, von 1967 bis 1978 in München und von 1978 bis 1991 in Barcelona veröffentlicht. Bis 1990 sammelte die HR die Stimmen der kroatischen Emigration in Europa und der Welt. Neben literarischen, visuellen, musikalischen, theatralischen und sprachlichen Beiträgen veröffentlichte sie Memoiren und Reiseprosa, gesellschaftspolitische und historiografische Artikel, Essays und Rezensionen. In den 40 Jahren ihres Erscheinens im Exil wurden rund 28.000 Seiten gedruckt, und in dieser Zeit hatte die Zeitschrift rund 620 Mitarbeiter, unter anderem Rajmund Kupareo, Franjo Tuđman, Franjo Kuharić, Ante Ciliga, Ivan Meštrović, von denen 113 unter Pseudonym veröffentlichten aufgrund des politischen Druckes und von Verfolgung.

### Erscheinen in Kroatien
Nach der Unabhängigkeit der Republik Kroatien wurde die HR wieder in Zagreb als Zeitschrift von der Matica hrvatska veröffentlicht.